# Baskír Autonóm Szovjet Szocialista Köztársaság
A Baskír Autonóm Szovjet Szocialista Köztársaság (röviden Baskír ASZSZK) az Oroszországi Szovjet Szövetségi Szocialista Köztársaság másodikként megalapított autonóm szovjet szocialista köztársasága volt. Székhelye Ufa volt.

## Története
Az ASZSZK eredetileg 143 600 km² területet foglalt el Oroszország európai részének délkeleti sarkában, Keleten az Urál-hegység lábainál., Amai orosz-kazah határ csupán 70 kilométerre fekszik az akkori ASZSZK legdélebbi pontától. A területen sztyepp nomád törzsek, török hordák éltek, majd a 13. századtól az Arany Horda uralta a területet. Az oroszok a 16. század közepére hódították meg a területet, megalapítva Ufa városát, az ASZSZK és a mai köztársaság fővárosát. Számos helyi felkelés tört ki a nagyobb orosz lakosság betelepülésével szemben a következő évszázadokban. A bakírok végül a 19. században feladták a nomád életmódot, helyette mezőgazdasággal kezdtek foglalkozni, amely mai is az egyik legelterjedtebb megélhetési munkaág. A hagyományos klán alapú társadalmi szerkezet nagyrészt eltűnt. A baskírok hagyományos vallása az iszlám, amelyet a többség mindig is követett, és az orosz ortodoxia. Az orosz polgárháború alatt, 1919-ben az első kommunista rezsim alatt született meg az autonóm szovjet szocialista köztársaság. Az 1920-as és 30-as években komoly éhínségek sújtották a területet a nehéziparra való erőszakos áttérés miatt. Az éhínségben egyes becslések szerint 2 millió ember halt éhen. A húszas évek végére a köztársaságot is elérték a szovjet vallásüldözés hullámai. Tömegesen zárták be a templomokat és a mecseteket, többeket megsemmisítettek. 1928-ban betiltották a muszlimok folyóiratát, mivel az nem hangsúlyozta eléggé a szovjet kormány utasításait. A pusztítás mellett a köztársaság sok fejlődésen ment keresztül. Megalakult a rádióközpont Ufában és a területet hamarosan elérte a telefonhálózat. Az egyre terjeszkedőbb nagyüzemek szegényes, de biztos megélhetést adtak a nomád életmódot felhagyóknak. 1930. október 28-án kiadták a köztársaság gyárainak szabályozását lehetővé tévő törvényt. Az iparosítás drámai módon megváltoztatta a társadalmi összetételt: 1926-ban a munkásság még csak 4,3% -ot tett ki, 1939-ben pedig már 21,3% volt a társadalomban. Az iparosítás mellett elkobozták a magánföldeket, a tiltakozók közül pedig 25000 főt deportáltak. A fennmaradt jegyzőkönyvek szerint a sztálinizmus alatt 50 293 főt ítéltek halálra, de az egyéb elítéltek számát is legalább ennyire, vagy a kétszeresére becsülik. A második világháború alatt és után ismét fellendült a nehézipar, a legfontosabb iparágak a petrolkémia, a kohászat, a gépgyártás és a hadiipar volt. A 60-as évektől az általános jólét jelei kezdtek megmutatkozni, de a 70-es évek elhibázott gazdaságpolitikája lelassította a fejlődét. 1990 októberében a helyi kormány kikiáltotta az ország függetlenségét, de azt azonnal visszavonták, hogy békés úton keressenek megoldást Oroszországgal. Az eredmény 1992. február 25-én született meg, amikor a Baskír Köztársaság csatlakozott a Föderációhoz.

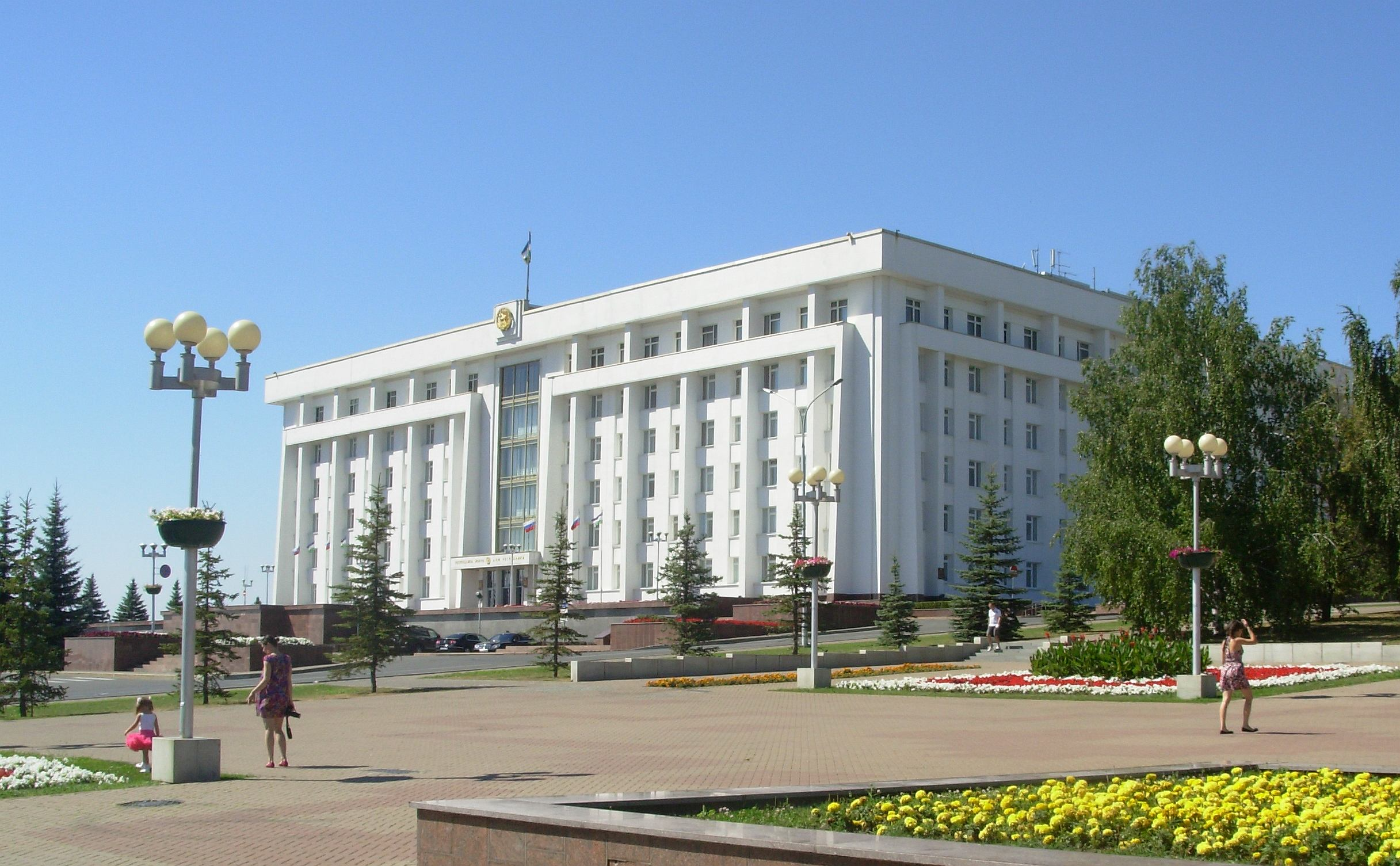
A köztársaság kormányának épülete Ufában

## Közigazgatása
Az ASZSZK 1919-es megalapítása óta több közigazgatási változtatáson esett át. A kezdetekben a kantoni rendszer volt érvényben, de ezt a sztálinista kormány megszüntette, helyettük 13 járást hoztak létre. A harmincas években ismét átszervezték a közigazgatást, ekkor 48 járás jött létre. 1952 májusában az ASZSZK-t két nagyobb regionális egységre osztották, Ufa és Sztyerlitamak központtal. Ezt az elrendezést alig egy évvel később megszüntették. Az 1963. február 1-jén az OSZSZSZK Legfelsőbb Szovjet Elnökségének rendeletével 20 vidéki ( 1964. március 3-tól már 24) és egy ipari kerület jött létre a köztársaság 56 járásából. Az 1978-as alkotmány véglegesítette a közigazgatást 54 járással.